# Atrocalopteryx laosica
Atrocalopteryx laosica – gatunek ważki z rodziny świteziankowatych (Calopterygidae). Występuje w południowo-wschodniej Azji – stwierdzony w północnym Wietnamie, Laosie i prowincji Junnan w południowych Chinach.